# لیزبن (لوئیزیانا)
لیزبن (به انگلیسی: Lisbon) شهری در ایالت لوئیزیانا کشور ایالات متحده آمریکا است که جمعیت آن در سرشماری سال ۲۰۱۰ میلادی، ۱۸۵ نفر بوده‌است.